# La Dernière Incarnation
Pour plus de détails, voir Fiche technique et Distribution.
La Dernière Incarnation  est un film québécois de Demian Fuica sorti en 2005.

## Synopsis
Marc-André, un comptable sans histoire, voit Mirah, sortir nue d'un œuf. Celle-ci lui dit qu'il court à grave danger à cause d'actions qu'il a commis dans une vie antérieure en Mésopotamie.

## Fiche technique
- Titre : La Dernière Incarnation
- Réalisation : Demian Fuica
- Scénario : Demian Fuica
- Musique : Héctor Ruiz
- Photographie :
- Montage :
- Production : Benoît Lavallée et Stéphane Lépine
- Société de production :
- Pays :  Canada
- Genre : Comédie horrifique et science-fiction
- Durée : 92 minutes
- Dates de sortie : 
  -  Canada : 12 août 2005 (Québec)

## Distribution
- Gilbert Turp : Marc-André
- Catherine Florent : Mirah
- Leonardo Fuica : Urshanabi / Huwawa
- Stéphane Demers : Louis-Philippe
- Emmanuel Auger : un homme en noir
- Dominic Darceuil : un homme en noir
- Marilyse Bourke : Chantal
- Christiane Pasquier : Marthe
- Robert Lavoie : Robert
- Édith Cochrane : Julie
- Deepak Massand : Zlusudra
- Patrick Masbourian : Endukagga